# روباه پرنده نقاب‌دار بیسمارک
روباه پرنده نقاب‌دار بیسمارک (نام علمی: Pteropus capistratus) نام یک گونه از سرده روباه پرنده است.